# Raffaele Albarini
Raffaele Albarini (XVI secolo – XVI secolo) è stato un pittore italiano.

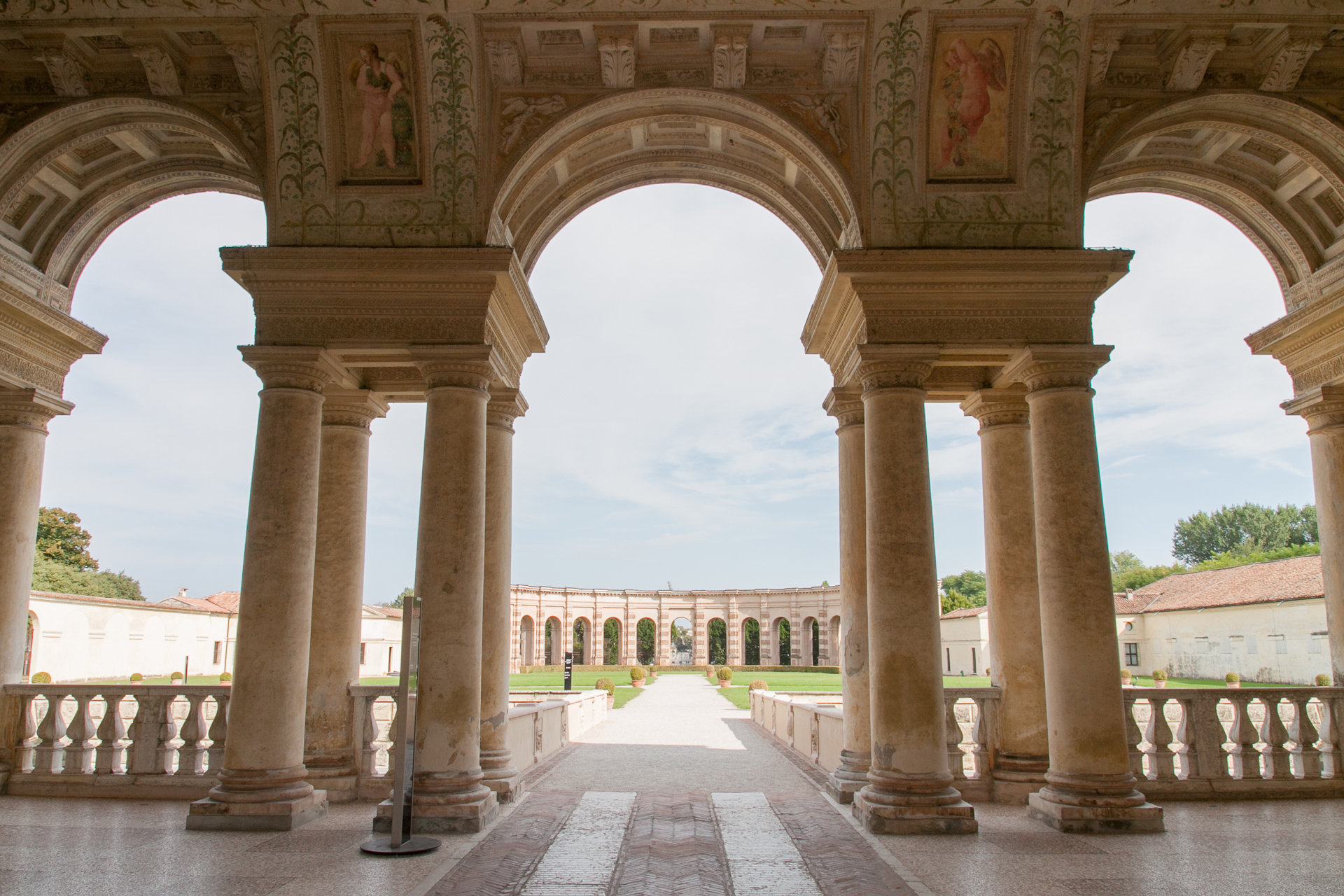
Mantova, Palazzo Te.

Fu allievo del pittore italiano Mantegna e il suo nome fu iscritto nei registri dei pittori che lavorarono alla realizzazione di Palazzo Te a Mantova.